# Berittene Polizei

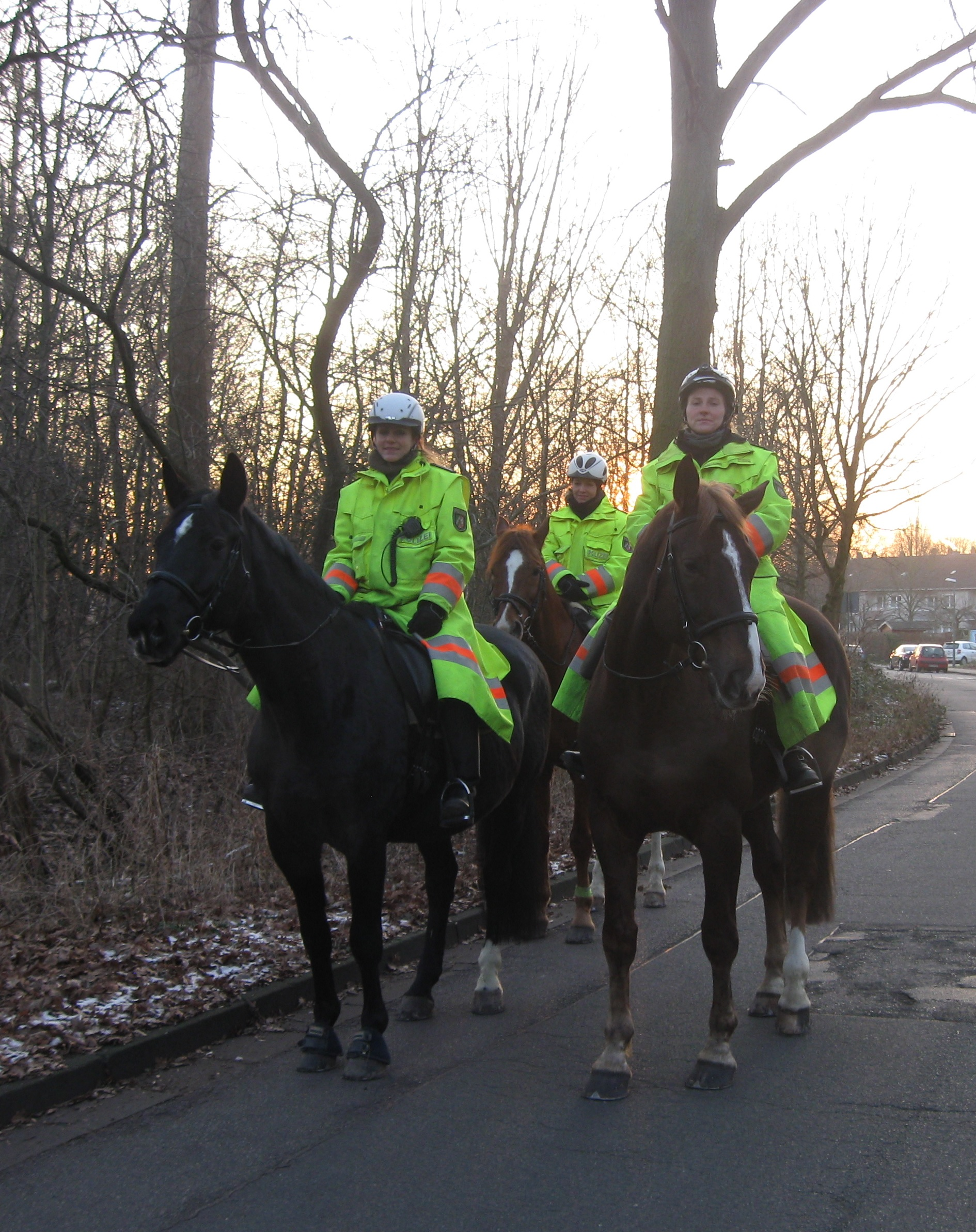
Die meisten reitenden Polizeiangehörigen in Deutschland sind heutzutage Frauen (Herne, 2017).

Die berittene Polizei ist ein Teil der Polizei, die Pferde als Einsatzmittel nutzt.

## Allgemein

### Aufgaben und Einsatzmöglichkeiten

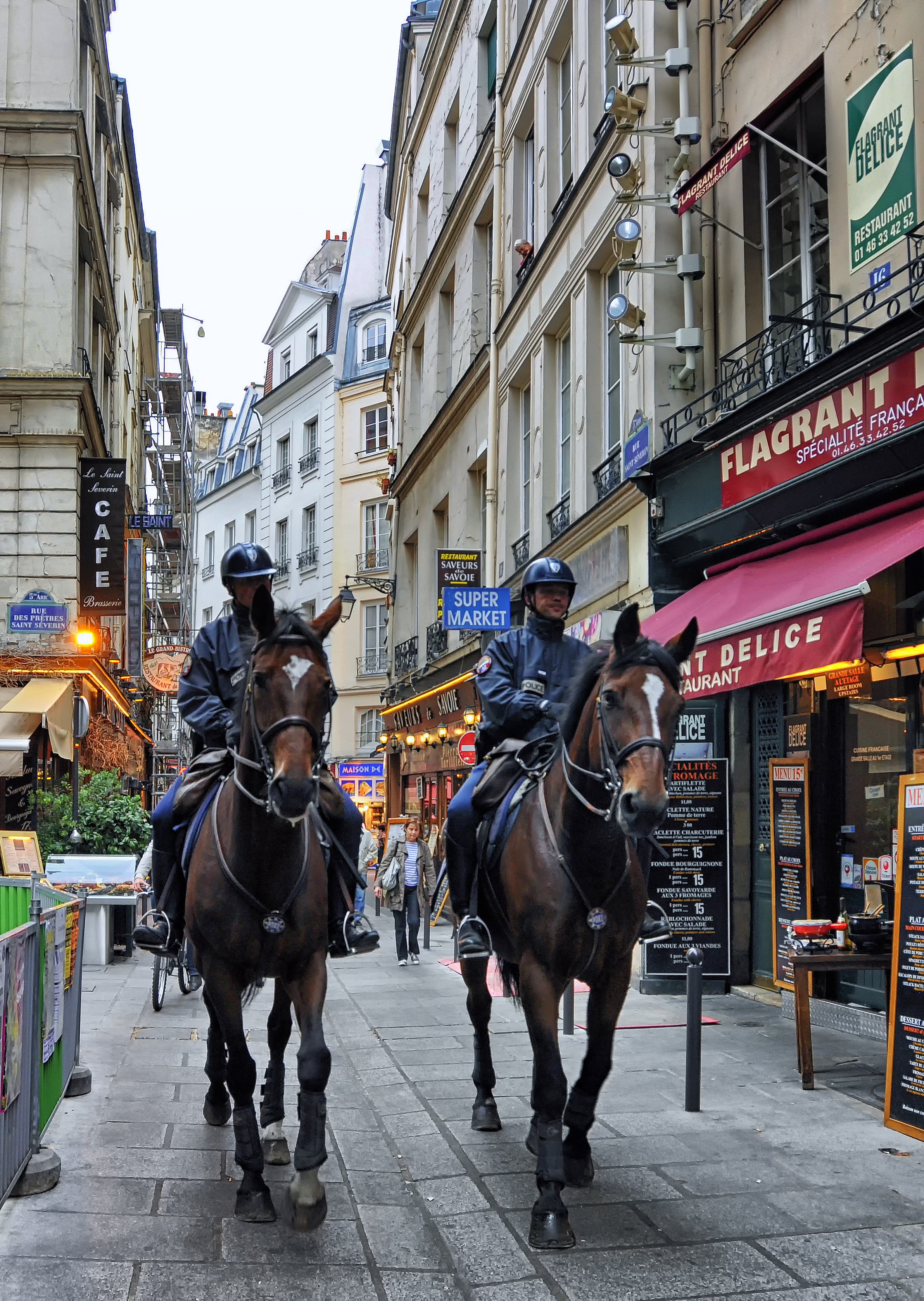
Einsatz berittener Streifen in innenstädtischen Fußgängerzonen und den engen Gassen der Altstädte (hier französische Polizisten im 5. Arrondissement von Paris, 2011)

Die berittene Polizei kann vielfältig eingesetzt werden:
- Schutz von Großveranstaltungen wie Fußballspielen, Open-Air-Konzerten, Umzügen, Versammlungen und Demonstrationen,
- Fahndungen, Absperr- und Suchmaßnahmen im Gelände,
- Unterstützung bei der Evakuierung größerer Menschenmengen,
- Streifendienst aller Art, sowohl das Streifereiten in der Stadt als auch Patrouillenritte in Parkanlagen, im Gelände oder in Naturschutzgebieten,
- Überwachung von Parkplätzen zur Verhinderung von Fahrzeugaufbrüchen,
- Unterstützung der nichtberittenen Dienststellen bei ihren Aufgaben.

### Stärken
Die Stärken der berittenen Polizei liegen vor allem:
- in der erhöhten Sicht des Reiters: Dadurch lässt sich ein relativ großes Areal leicht überwachen.
- in ihrer Geländegängigkeit: Auch im dichten Wald oder Unterholz oder in durchschnittenem Gelände, wo Geländewagen nicht mehr fahren können, ist der Einsatz von Pferden meist problemlos möglich. So ist die Überwachung der Waldgebiete bei Castor-Transporten oder von Naturgebieten mit erhöhtem Aufkommen von Straftaten ohne Reiter nur schwer möglich.[2]
- in ihrer Umweltverträglichkeit: In naturnahen Landschaften und Naturschutzgebieten können Pferde eingesetzt werden, ohne die Natur zu beeinträchtigen.
- im psychologischen Faktor: Der Einsatz von Tieren kann auf Menschen beruhigend wirken und erhöht mitunter die Hemmschwelle für Gewaltanwendung. So wird versucht, bei Festivals und großen Menschenansammlungen durch die Präsenz berittener Polizei auf Deeskalation hinzuwirken.
- in ihrer beeindruckenden Größe: Die respekteinflößende Erscheinung von Reitern kann Menschen zum Zurückweichen bringen. Bei Demonstrationen und Sitzblockaden können Pferde Hilfe beim Räumen von Plätzen leisten. Beim engen Kontakt mit Menschen ist besondere Umsicht durch den Reiter geboten, um die Gefahr der Verletzung von Demonstranten möglichst gering zu halten. Durch die erhöhte Sitzposition sind die Polizisten verhältnismäßig gut geschützt.

### Remonten
Bereits bei der Auswahl von Remonten für die Reiterstaffeln wird besonderer Wert auf bestimmte Eigenschaften des Tieres gelegt. Insbesondere zählt hierzu neben der Gesundheit eine kräftige Statur. Das Pferd sollte sich außerdem problemlos von verschiedenen Personen reiten lassen. Die Beschaffung hängt aber auch vom vorgegebenen finanziellen Rahmen der ankaufenden Behörde ab.

### Ausbildung

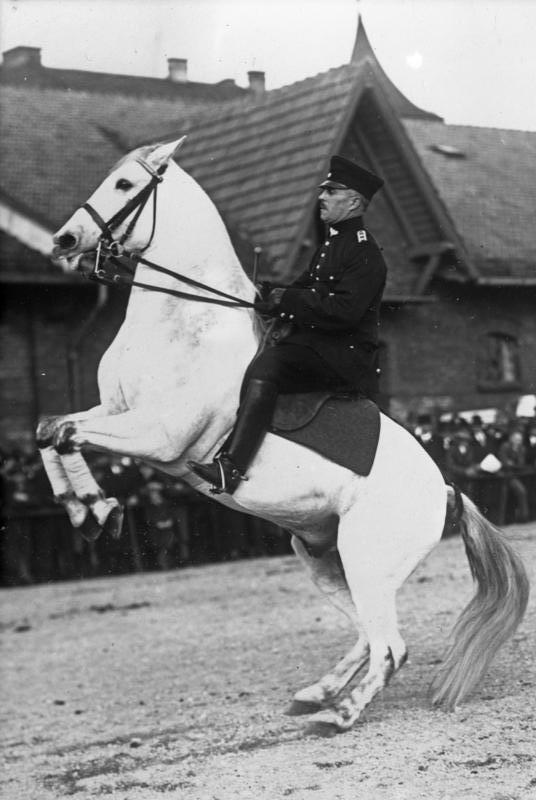
Traditionell gehörte die Ausbildung zur hohen Schule zu den sportlichen Tätigkeiten der Polizeireiter (hier ein Reiter der bayerischen Landespolizei, 1932).

Die Polizistinnen und Polizisten der Reiterstaffeln sollen sportlich sein und erhalten eine ergänzende reiterliche Ausbildung. Auch Beamte, die noch nicht reiten können, dürfen sich bei Reiterstaffeln bewerben.
Polizeipferde werden einem ausführlichen Gelassenheitstraining unterzogen.
Bei der Gewöhnungsarbeit lernen sie, auf vermeintliche Gefahren gelassen zu reagieren, wie beispielsweise bei einer flatternden Fahne. Mit entsprechender Übung kann so der Fluchtinstinkt kontrolliert werden. Dabei muss individuell auf jedes Pferd eingegangen werden.
Manche Pferde haben besondere Angst vor ungewohntem Untergrund, etwa Pfützen, auf dem Boden liegenden Schläuchen (die an Schlangen erinnern), widerhallenden Brücken oder wackeligem Untergrund (kann auf einer Wippe trainiert werden). Solche Pferde werden bodenscheu genannt. Andere Pferde scheuen vor allem bei optischen Reizen, zum Beispiel sich öffnenden Regenschirmen, die sie an große Raubtiere erinnern, die plötzlich aus dem Gebüsch springen. Es gibt auch Pferde, die besonders empfindlich auf Geräusche, Gerüche, Berührung oder Bedrängnis reagieren. Auch ungewöhnliches Verhalten von Menschen wie plötzliches Losrennen, Schreien, Springen, Arme schwenken oder Umfallen lernt das Pferd bei der Gewöhnungsarbeit kennen. Es wird gelernt, akustische Reize wie Musik, Lärm oder knisternde Papiertüten gelassen hinzunehmen. Entscheidend ist, dass das Pferd seinem Reiter vertraut.
Das Beworfen werden lässt sich beispielsweise mit leichten Schaumgummibällen trainieren. Das Pferd darf zunächst an dem Ball schnuppern, der Reiter berührt das Pferd mit dem Ball, lässt den Ball vorsichtig auf das Pferd fallen. Dann wird dem Reiter der Ball vom Boden aus zugeworfen. Wenn das Pferd sich daran gewöhnt hat und die Berührung ohne Zucken toleriert, kann man mit mehreren Pferden Ball spielen und sich gegenseitig anwerfen. Dann wechselt man zu größeren und schwereren Bällen. Das Pferd sollte stets als Gewinner aus diesem Spiel hervorgehen, um den Lerneffekt positiv zu verstärken. Der Grundsatz „Vom Leichten zum Schweren“ steht bei der schrittweisen Heranführung im Vordergrund. Am Ende der Ausbildung können die Polizeipferde dann mit Polizeisirenen, Blaulicht, Feuerwerkskrachern, Schüssen, Feuer und Rauch und den Tumulten nach einem Fußballspiel umgehen.
Parallel zum Gelassenheitstraining wird zusammen mit einem erfahrenen Dienstpferd Streife geritten, um das Tier an den Straßenverkehr zu gewöhnen. Dies findet auf einer spielerischen Ebene statt, um das Vertrauen des Pferdes zu gewinnen und seinen Charakter zu stärken.
Die Ausbildungszeit beträgt normalerweise zwölf Monate (so bei den Reiterstaffeln Hannover und Braunschweig). In dieser Zeit werden die Dienstpferde nach den Regeln der Deutschen Reiterlichen Vereinigung („Richtlinien für das Reiten und Fahren“ – Band 1, 2, 4 und 6) ausgebildet. Das Ziel der Ausbildung ist das Ausbildungsniveau der Klasse A.

## Deutschland

### Organisation

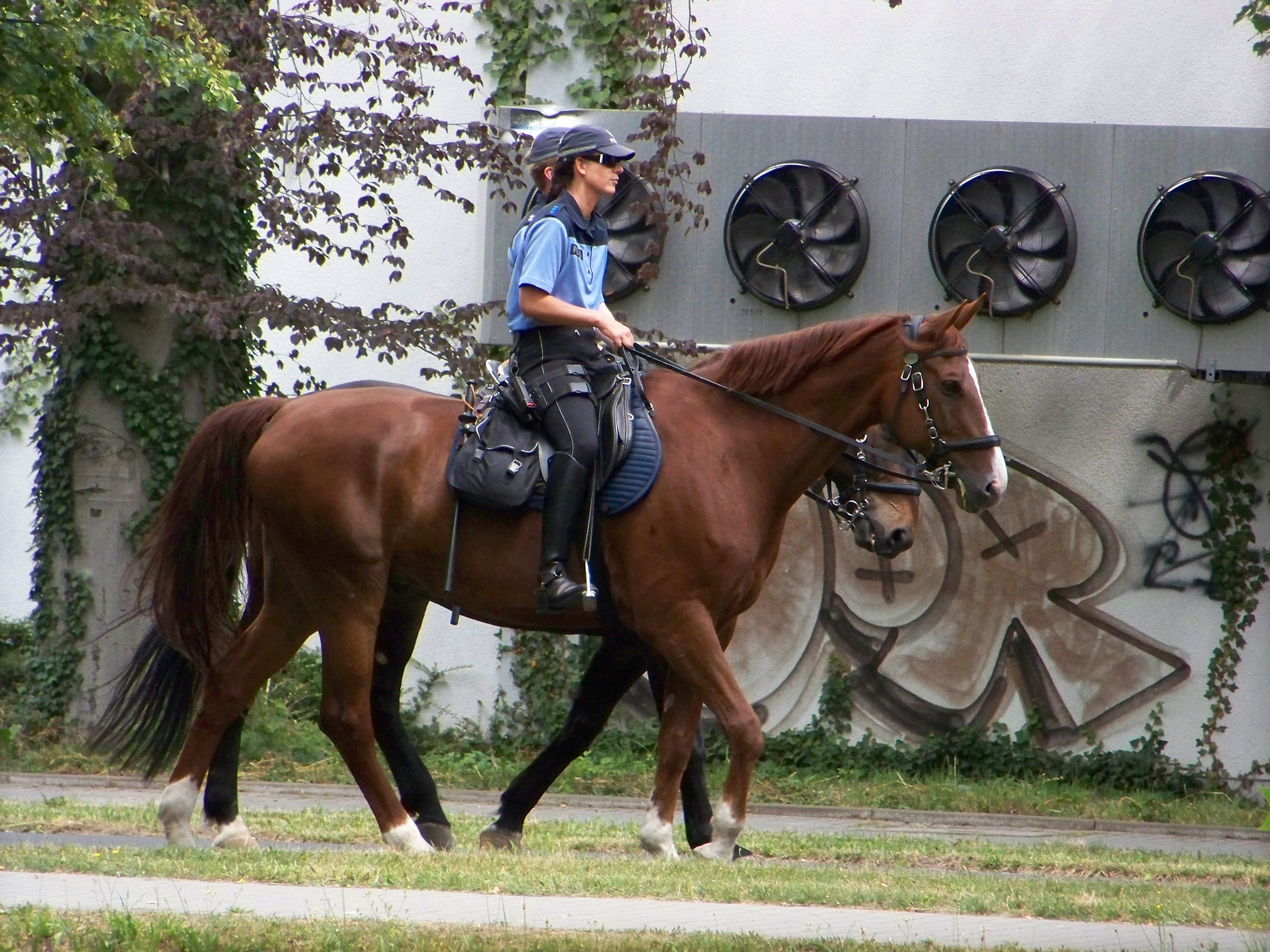
Berittene Polizistinnen aus Sachsen (2011)

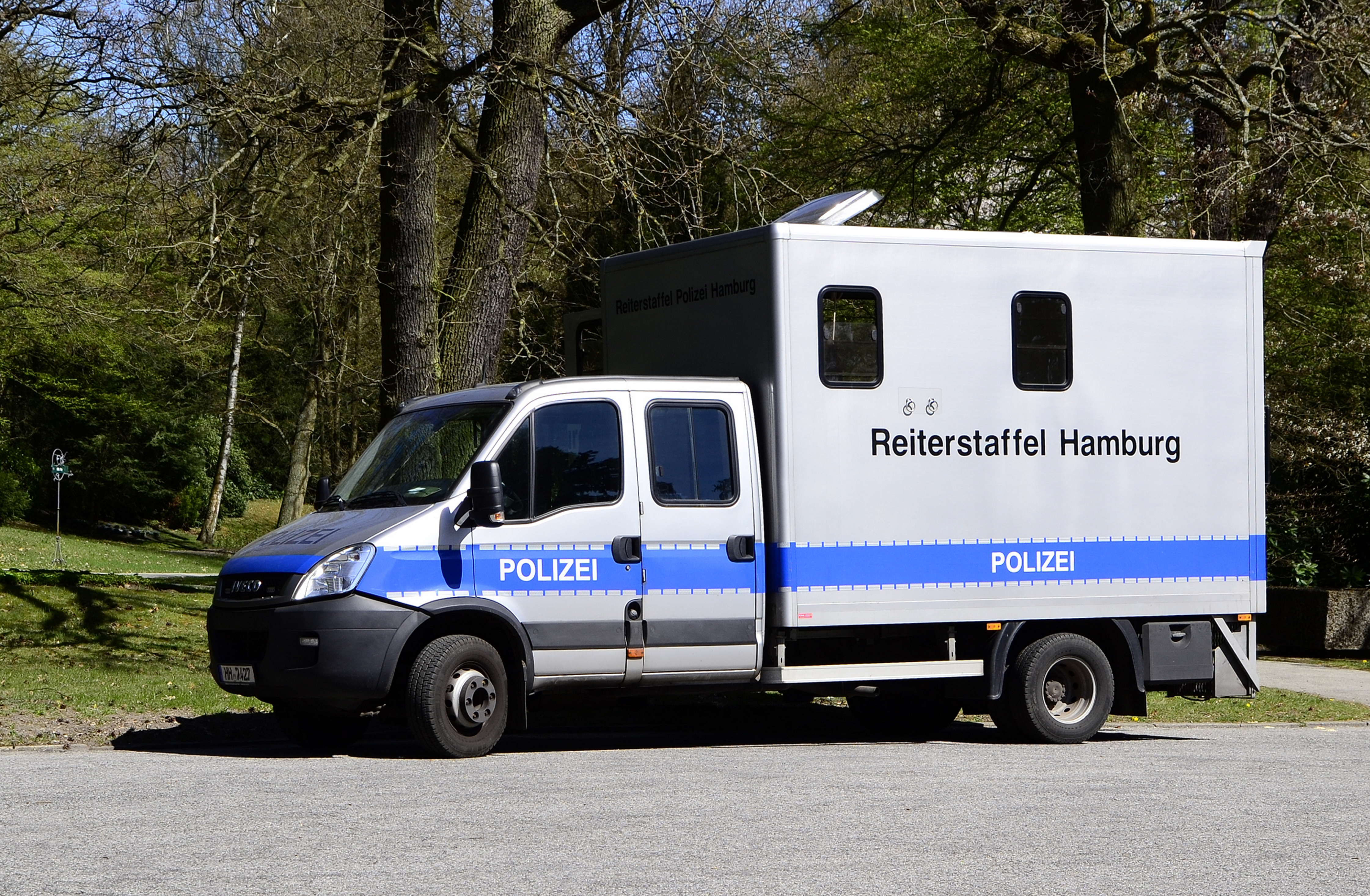
Pferdetransporter der Reiterstaffel Hamburg (2015)

In Deutschland unterhalten u. a. aus Kostengründen nicht alle Bundesländer Reiterstaffeln. Derzeit gibt es solche bei folgenden Landespolizeien:
- Baden-Württemberg: zwei Staffeln (Polizeipräsidien Stuttgart und Mannheim);[8]
- Bayern: eine Reiterstaffel beim Polizeipräsidium München mit insgesamt 42 Pferden einschließlich der fünf von der im Jahr 1987 aufgestellten Reitergruppe beim Polizeipräsidium Oberbayern Süd in Rosenheim eingesetzten Pferde.[9] Vier weitere Pferde wurden im Januar 2019 der neu errichteten Reitergruppe beim Polizeipräsidium Mittelfranken in Nürnberg übergeben. Insgesamt soll es in den nächsten Jahren bis zu 100 Polizeipferde in Bayern geben.[10]
- Hessen: eine Staffel;[11]
- Hamburg schaffte seine Reiterstaffel 1975 aus Kostengründen ab, führte sie aber im September 2010 mit zehn Reitern und neun geleasten Pferden wieder ein.[12][13] Nach dem Regierungswechsel im Frühjahr 2011 beschloss die Bürgerschaft im November 2011, Effektivität und Kosten der Staffel zu überprüfen.[14] Aufgrund der Wirksamkeit der Polizeireiterstaffel wurde 2012 beschlossen, die Staffel nicht aufzulösen.[15][16]
- Niedersachsen: je eine Staffel in Hannover (Reiterstaffel Hannover) und Braunschweig (Reiterstaffel Braunschweig);
- Nordrhein-Westfalen: Landesreiterstaffel, seit 2021 am zentralen Standort Bochum;[17]
- Sachsen: eine Staffel in Großerkmannsdorf bei Radeberg;

Die Bundespolizei unterhält eine vorwiegend im Großraum Berlin eingesetzte Reiterstaffel mit 25 eigenen Pferden, die bis Ende 2002 zur Berliner Polizei gehörte und 2017 nach Stahnsdorf bei Teltow umzog.

### Erscheinungsbild

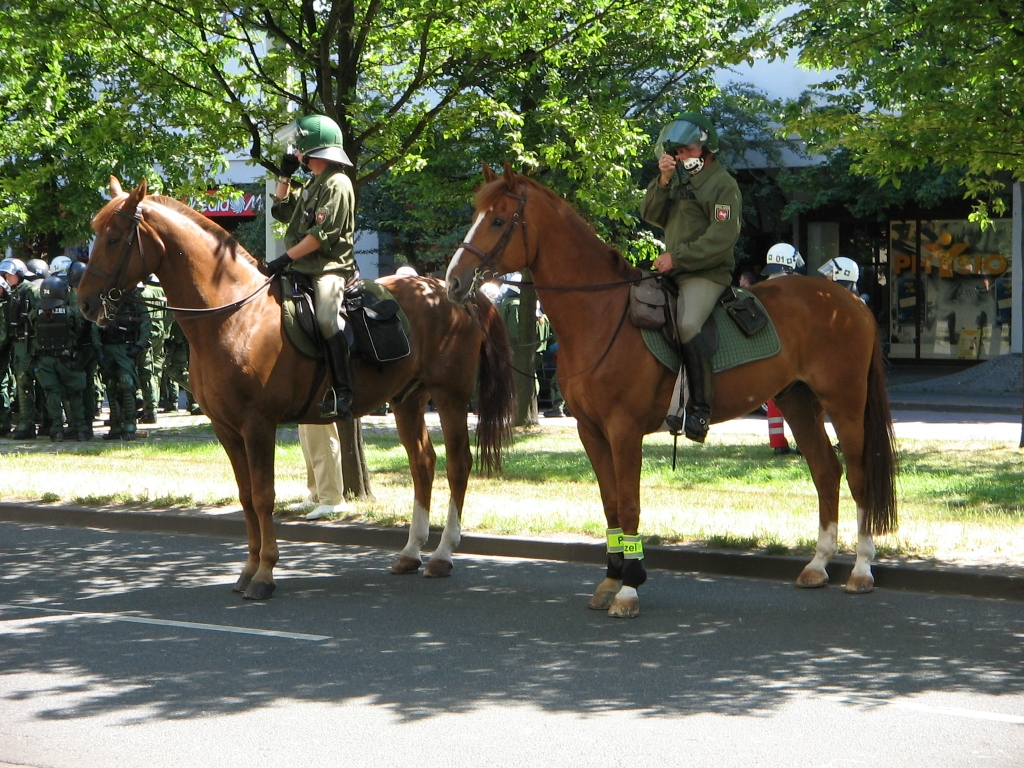
Niedersächsische berittene Polizei mit Visierhelm statt Reithelm (Braunschweig, 2005)

Die Beamten der Reiterstaffeln sind, wie alle Angehörige der Schutzpolizei, uniformiert; ihre Uniformierung weicht nur hinsichtlich Schuhwerk (Reitstiefel) und Hose (Reithose) von der üblichen ab. Als Kopfbedeckung dient auf Streife ein Reithelm, der beim Schutz von Veranstaltungen und Demonstrationen je nach Einsatzlage auch durch einen Visierhelm nach Art der Bereitschaftspolizei ersetzt wird.
Ausrüstungsgegenstände (Formulare usw.) werden in Sattelpacktaschen mitgeführt.

### Reiterstaffeln in Nordrhein-Westfalen

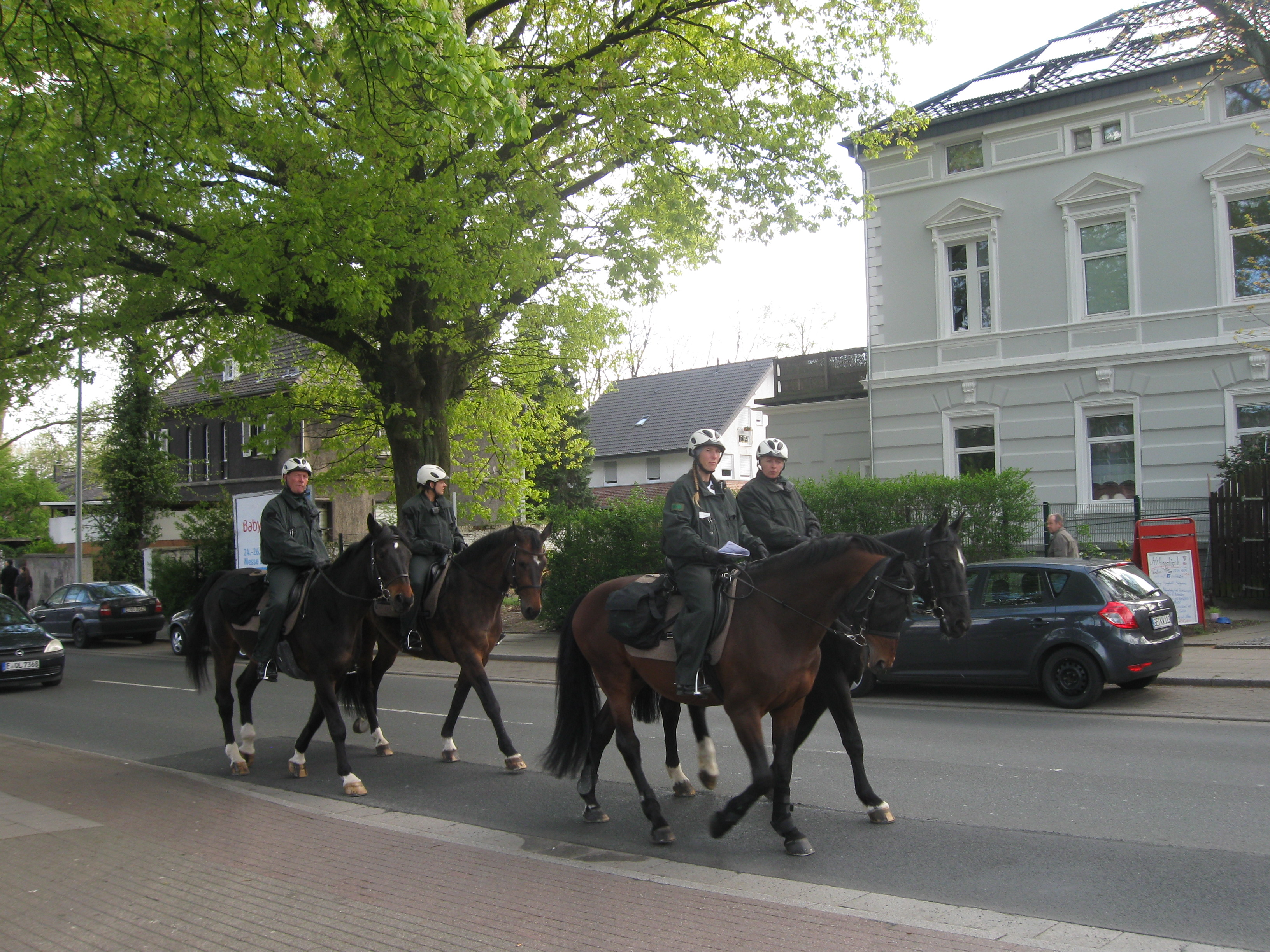
Formation der Landesreiterstaffel Westfalen bei einer Maikundgebung in Essen-Kray (2015)

Die Reiterstaffeln in Nordrhein-Westfalen gehören aufgrund ihrer Größe und ihrer reiterlichen und sportlichen Tradition zu den bekanntesten berittenen Polizeien Deutschlands und besaßen lange Zeit Vorbildfunktion für andere Bundesländer. 1992 gab es in Nordrhein-Westfalen noch zwölf Reiterstaffeln. Bei der Kölner Polizeireiterstaffel wurden sowohl Pferde als auch Nachwuchsreiter ausgebildet. Hier bildete ab 1971 der Polizeireiter Klaus Balkenhol sein Dienstpferd Rabauke bis zur hohen Schule aus und wurde mit ihm 1979 Vizemeister bei den deutschen Meisterschaften im Dressurreiten. 1981 entdeckte Balkenhol unter den Remontepferden einer Reitschule in Köln den Westfalen-Fuchswallach Goldstern, den er ausbildete und 1992 in Polizeiuniform zum Mannschaftsdressur-Olympiasieg führte. Der damalige Leiter der Kölner Polizeireiterstaffel bestätigte, dass bei ihm alle Pferde ihr Gnadenbrot bekämen: Das älteste Kölner Polizeipferd sei 27 Jahre alt und könne höchstens noch eine Stunde am Tag Dienst tun. Wie in Bayern und anderen Bundesländern sind in Nordrhein-Westfalen als Polizeipferde nur Wallache zugelassen. Dressur und Springreiten sind feste Bestandteile der Ausbildung. Dabei geht es weniger um sportliche Leistung als vielmehr darum, das Pferd optimal zu fordern und für den Einsatz fit zu erhalten.
Im Jahr 2003 wurden im Zuge von Sparmaßnahmen alle zehn damals bestehenden Reiterstaffeln in Nordrhein-Westfalen aufgelöst und die Pferde verkauft. Ein Hauptmotiv war die nach Ansicht von Wirtschaftsprüfern wenig effiziente Arbeitsweise der Staffeln, da die Polizeireiter zu viel Zeit mit der Pferdepflege zubrächten. Nach dem Regierungswechsel bei der Landtagswahl in Nordrhein-Westfalen 2005 wurden mit geleasten Pferden jedoch wieder Polizeireiterstaffeln aufgebaut und bereits bei der Fußballweltmeisterschaft 2006 eingesetzt. Seitdem gab es fast 20 Jahre lang zwei berittene Staffeln der nordrheinwestfälischen Polizei mit insgesamt etwa 40 Pferden und 50 Reiterinnen und Reitern: Die Landesreiterstaffel Westfalen war in Dortmund am Westfalenstadion und die Landesreiterstaffel Rheinland in Anrath, einem Ortsteil von Willich bei Düsseldorf, stationiert. Im Juni 2021 erfolgte die Zusammenlegung aller berittenen Kräfte zu einer einzigen Landesreiterstaffel mit 32 Dienstpferden und 42 Polizeireitern, die zentral in Bochum-Harpen kaserniert sind, dem Standort, an dem vor 2003 schon die frühere Bochumer Staffel untergebracht war. Am 12. August 2021 wurde die neue Liegenschaft in der Zollstraße durch Innenminister Herbert Reul eingeweiht.

## Österreich
Ab 1869 nahm die berittene Sicherheitswache ihren Dienst in der k.u.k. Hauptstadt auf. Im Jahr 1913 gab es 318 Pferde bei der Wiener Polizei. Auch bei der Gendarmerie gab es berittene Einheiten. Mit Ausbruch des Ersten Weltkrieges wurden die Reiter jedoch stark reduziert. Am 15. Juli 1927 kam es zu einem folgenschweren Einsatz der Berittenen Polizei, in dessen Folge mindestens 84 Demonstranten aus der Arbeiterschaft getötet wurden und der Justizpalast in Flammen aufging. Der Historiker Gerhard Botz subsumierte, dass erst, als die berittene Polizei die Demonstranten angriff, „die Lage außer Kontrolle“ geriet. In Österreich gab es nach dem Zweiten Weltkrieg nur noch bei der Grazer Polizei eine berittene Staffel, die jedoch im Jahr 1950 aufgelöst wurde. Anfang September 2018 initiierte Innenminister Herbert Kickl (FPÖ) den Probebetrieb für eine neue berittene Polizei, zwölf Pferde wurden angeschafft. Bei einem Unfall im Sommer 2018 wurde eine Polizistin schwer verletzt. Kickls Nachfolger Wolfgang Peschorn ließ das Projekt evaluieren und am 27. November 2019 noch vor Beginn des Probebetriebs einstellen. Die Kosten betrugen bis zur Einstellung mehr als zwei Millionen Euro.

## Schweiz
Im Schweizer Kanton Bern besteht die berittene Polizei seit 1914 und wird unter anderem zur Überwachung von Parkplätzen bei Großereignissen eingesetzt. Die Polizisten haben vom Pferd aus einen guten Überblick über ein großes Parkareal, sind mobil und wirken auf potentielle Täter abschreckend. Die Berner Polizei mietet die Pferde vom Nationalen Pferdezentrum Bern. Auch in St. Gallen gibt es berittene Polizei. In Zürich wurde die berittene Polizei 2005 aus Kostengründen abgeschafft. Es gibt Bestrebungen, sie wieder einzuführen.

## International

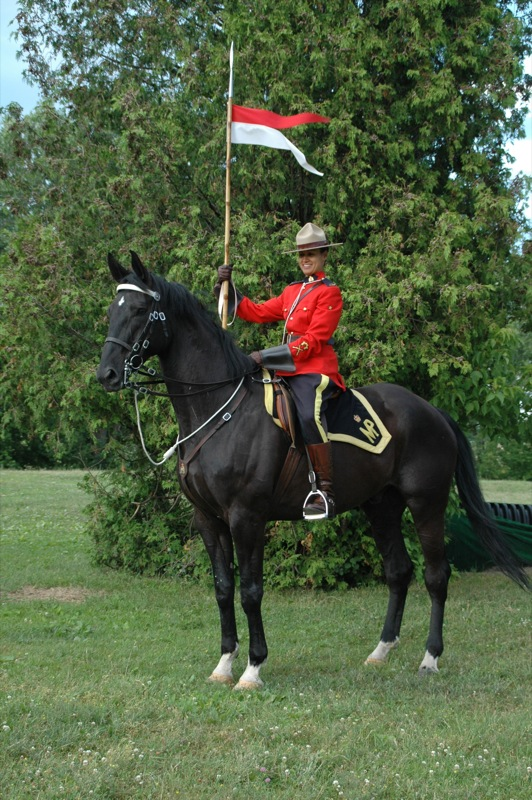
Royal Canadian Mounted Police in Paradeuniform (2007)

Auch in anderen Ländern bestanden bzw. bestehen berittene Polizeieinheiten bei zahlreichen Polizeien. Bekannt ist die Royal Canadian Mounted Police (RCMP). Entgegen ihrem Namen versehen jedoch die meisten der rund 27.000 Angehörigen dieser kanadischen Bundespolizei ihren Dienst unberitten. In Großbritannien ist laut Homepage der Polizei mit Stand Mai 2018 berittene Polizei mit neun Pferden in London im Einsatz.
Auch in den USA gibt es berittene Polizei. Die New Yorker berittene Polizei besteht seit 1871 und verfügt über rund 60 Pferde. Sie trägt auch den Spitznamen „Ten Foot Cops“, weil Pferd und Reiter zusammen ungefähr drei Meter hoch sind. Sie dient der Imagepflege, markiert wirkungsvoll Präsenz, wird aber auch bei Demonstrationen eingesetzt.

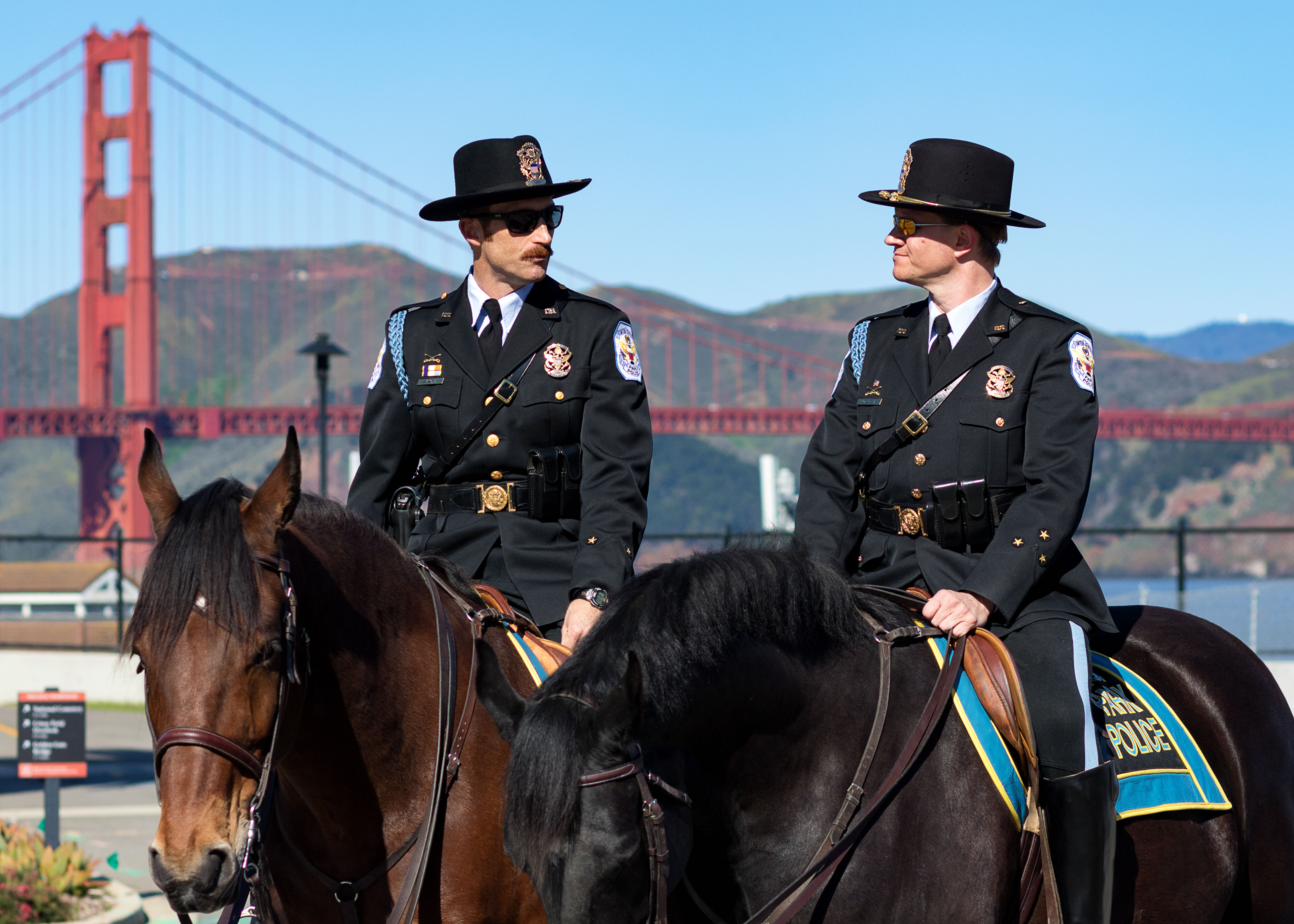
Berittene Polizeistreife in San Francisco (2017)
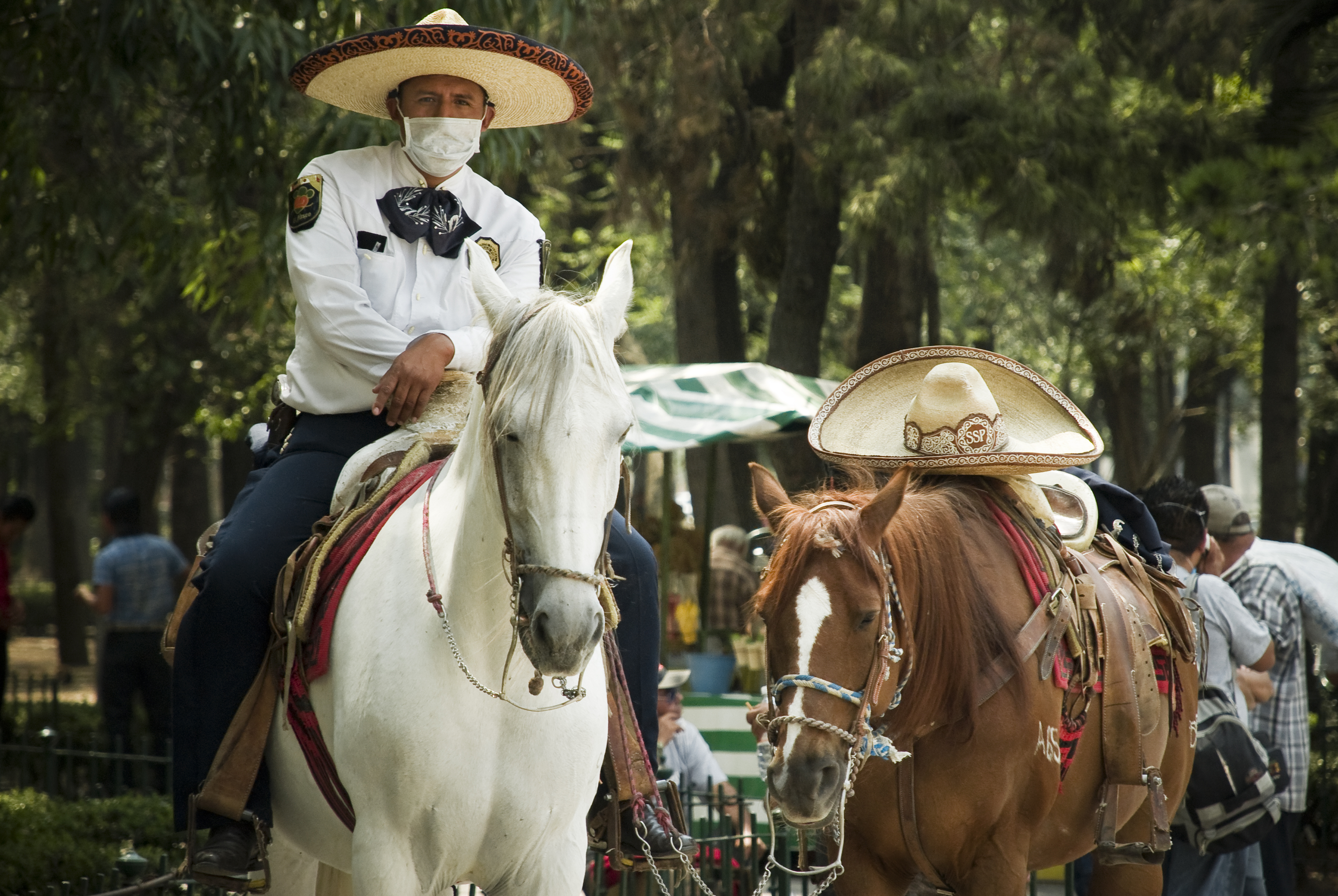
Mexikanische berittene Polizei mit Sombrero (2009)
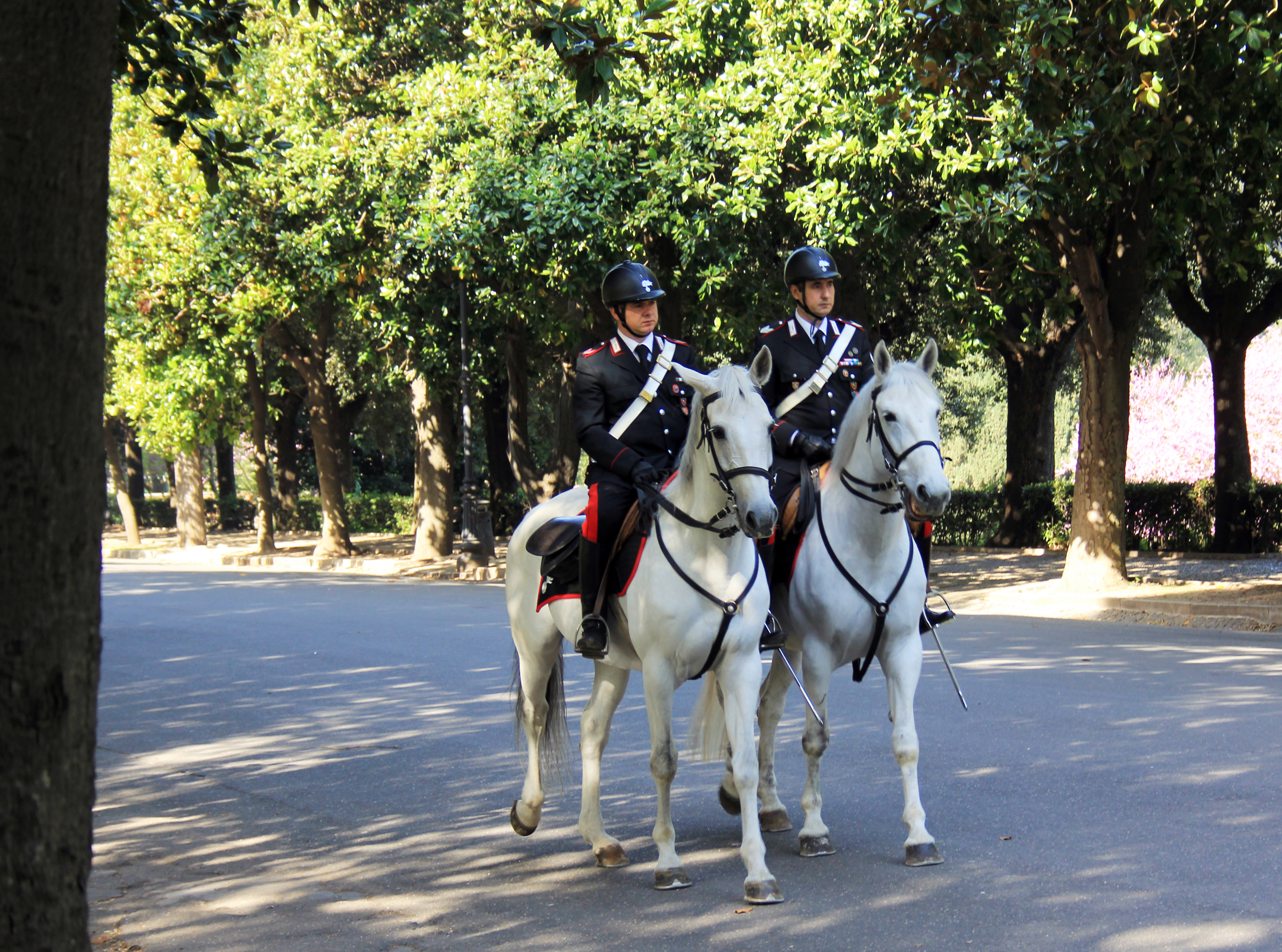
Berittene italienische Carabinieri in Rom (2011)

## Risiken und Kritik

### Risiken für Demonstranten

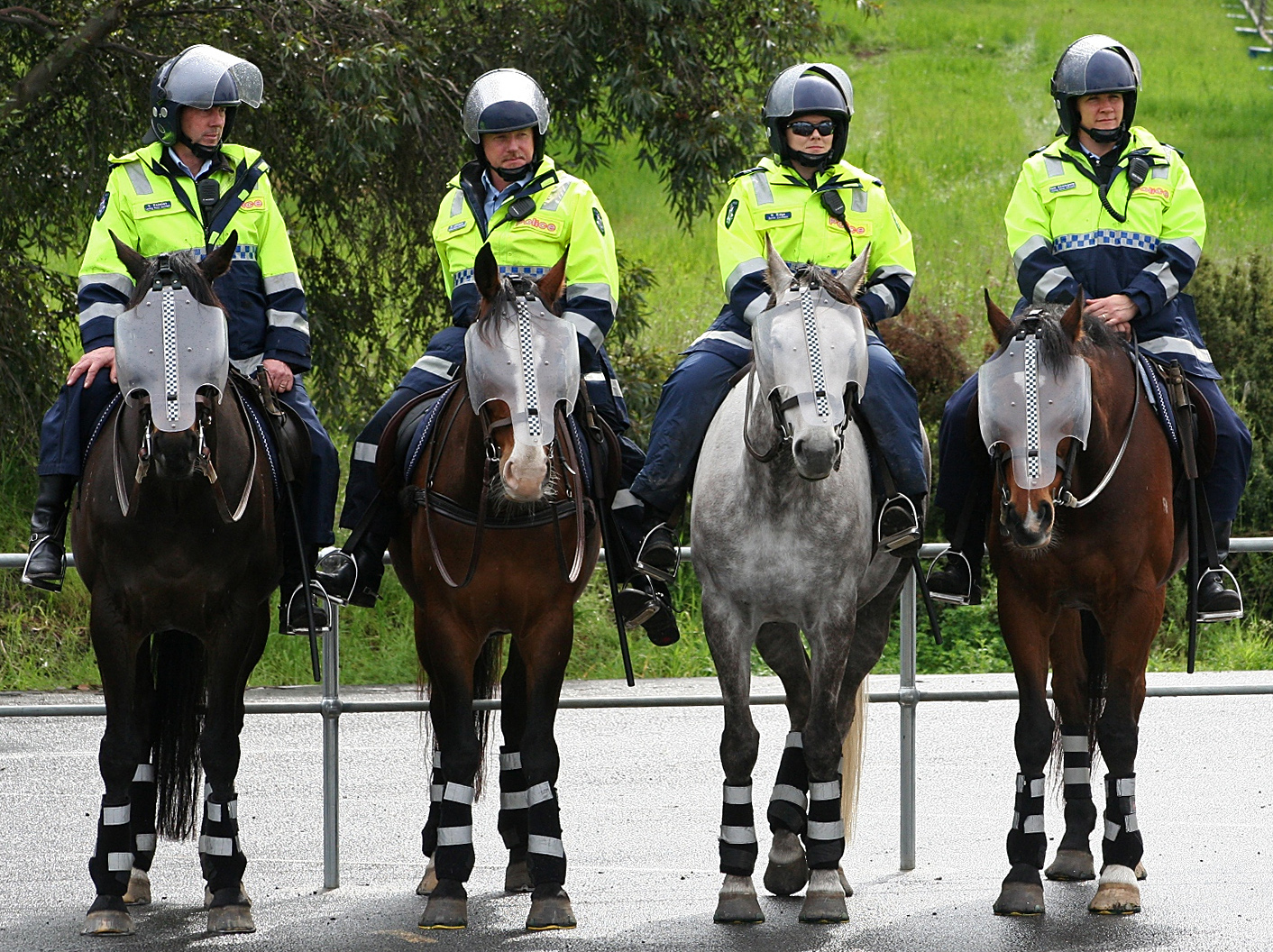
Australische Polizeireiter in Kettenformation, Pferde mit Kopfschutz (2009)

In Stresssituationen kann nicht immer ausgeschlossen werden, dass Pferde trotz guter Ausbildung außer Kontrolle geraten und Menschen überrennen. Das Verletzungsrisiko für Menschen ist dabei recht hoch, da die Pferde beschlagen und schwer sind. So wurde bei einer Demonstration zum 1. Mai 2015 in Hamburg ein passiv umherstehender Demonstrant erheblich verletzt, als ihn ein scheuendes Pferd umrannte und mit den Hufen am Kopf traf. Pressevertreter kritisierten die Hamburger Polizei daraufhin dafür, die Pferde unmittelbar in die demonstrierende Menschenmenge hineingeführt zu haben, was als Einsatzstrategie untauglich sei. Die polizeiliche Taktik, Reiter in eine Menschengruppe hineinreiten zu lassen, um diese auseinanderzutreiben, ist generell mit einem erhöhten Verletzungsrisiko verbunden und wird schon länger als zu brutal kritisiert.

### Risiken für Pferde
Wie Polizisten sind auch Polizeipferde besonderen Risiken im Einsatz ausgesetzt. So drückte im Juni 2004 in Hannover ein Polizeipferd während eines Fußballspiels im Rückwärtsgehen eine Scheibe ein und verletzte sich dabei so schwer, dass es eingeschläfert werden musste. Auch Angriffe gegen Dienstpferde mit Wurfgeschossen, Feuerwerkskörpern oder Stangen bei Demonstrationen kommen vor.

### Kritik durch Tierschützer
Tierschützer kritisieren den Einsatz von Polizeipferden auch unter Tierschutzgesichtspunkten und verweisen darauf, dass ihre Dressur einer artgerechten Haltung widerspreche, da der natürliche Fluchtinstinkt der Tiere unterdrückt werden solle.
Befürworter sind hingegen der Ansicht, ein gut ausgebildetes, entspanntes Pferd, das ohne Schrecken auf Umweltreize reagiert, sei zufriedener. Deshalb werden auch unter dem Dach der Deutschen Reiterlichen Vereinigung spezielle Gelassenheitsprüfungen ausgerichtet.